# Montauban-de-Bretagne
Montauban-de-Bretagne (en bretó Menezalban, en gal·ló Montauban) és un municipi francès, situat a la regió de Bretanya, al departament d'Ille i Vilaine. L'any 2006 tenia 4.369 habitants.

## Demografia
| 1962                                       | 1968  | 1975  | 1982  | 1990  | 1999  |
| ------------------------------------------ | ----- | ----- | ----- | ----- | ----- |
| 2.825                                      | 3.024 | 3.310 | 3.759 | 3.883 | 4.042 |
| Des de 1962: població sense dobles comptes |       |       |       |       |       |

## Administració
| Període   | Identitat    | Partit |
| --------- | ------------ | ------ |
| 2001-2008 | Claude Bazin | UMP    |
| 2008-     | Serge Jalu   | PS     |